# Antarktis (roman)
Antarktis är en roman från 2013 av den svenska författaren Josefin Holmström. Den handlar om författaren Gertrude som följer med på en forskningsresa till Antarktis, i en grupp där en man från hennes förflutna ingår. Parallellt ges även Gertrudes skildring av Robert Scotts fatala Terra Nova-expedition till Sydpolen 100 år tidigare.
Romanen var Holmströms debut och blev nominerad till Katapultpriset.

## Mottagande
I Göteborgs-Posten skrev Mikaela Blomqvist: "Antarktis är en roman om sorg men jag blir glad när jag läser den." Blomqvist berömde prosans klarhet och berättelsens koncentration, och avslutade: "Där Robert Falcon Scotts och Gertrudes resa når sin slutpunkt har Holmströms exkursion på det skönlitterära fältet förhoppningsvis bara börjat." Måns Hirschfeldt på Kulturnytt beskrev berättelsen som "formulär 1A" inom genren, men berömde hur Holmström nyttjade polarmiljön i sin språkbehandling: "Det blir halt och stumt och mest av allt väldigt vitt, och det passar ju onekligen den här genren."
Både Sydsvenskans Arvid Jurjaks och Helsingborgs Dagblads Johanna Gredfors Ottesen önskade att inledning hade varit snabbare. Jurjaks kallade romanen originell, men skrev: "Holmström lyckas inte riktigt hålla mitt intresse uppe i väntan på upplösningen, trots att ledtrådar placeras ut längs med vägen, djupare in i det landskap som Holmström passande kallar 'ljusets hjärta'". Gredfors Ottesen skrev att inledningen "blir en aning grund i förhållande till formatet. Kanske beror det på att de omsorgsfullt skildrade och uppenbart välresearchade miljöbeskrivningarna av polarstationen och de episka vidderna tänjs ut – vackert, men möjligen på bekostnad av en tempostegring i långsammaste laget". Gredfors Ottesen fortsatte: "Den förtätning som inledningen saknar tar dock bokens avslutande halva igen, då Holmströms text plöjer genom snö och knivskarp is, då nuets Gertrude och dåets Scott träffas vid slutmålet, då andedräkternas kalla plymer möts och uppgår i varandra – då bränner isen som eld, då flammar bokstäverna. Då är det riktigt bra."